# 外屏增六
外屏增六，即双鱼座73（73 Psc）是双鱼座的一颗恒星，视星等为+6.00，距离地球约650光年。